# Sans Papiers
Der Begriff Sans Papiers (französisch für „ohne Papiere“) hat sich vor allem in Frankreich im Zusammenhang mit illegaler Einwanderung und illegalem Aufenthalt etabliert. Damit ist gemeint, dass die betroffene Person kein Ausweisdokument und zum Beispiel auch keine Krankenkassenkarte hat. Auch in der Schweiz ist der Begriff üblich. Madjiguène Cissé war Sprecherin der französischen Sans-Papiers-Bewegung.
In Deutschland gibt es nur den Rechtsbegriff ohne festen Wohnsitz (kurz o.f.W.), da es in bestimmten Fällen notwendig ist, eine ladungsfähige Anschrift anzugeben oder einen Zustellungsbevollmächtigten zu benennen. Zuverlässige Statistiken gibt es kaum. Es besteht gemäß § 1 PAuswG eine Ausweispflicht, allerdings resultiert daraus keine allgemeine Mitführpflicht für Identitätsnachweise. Andererseits ist die Behandlung ohne Krankenkassenkarte in Deutschland in einer Arztpraxis grundsätzlich nicht möglich. Ein Ausnahmefall ist die Notaufnahme, bei der aus Zeitgründen keine Prüfung möglich ist, jedoch im Anschluss die Kostenübernahme geregelt werden muss.